# My Fate
My Fate ist eine finnische Alternative-Metal-Band aus Tampere, die im Jahr 2000 gegründet wurde.

## Geschichte
Die Band wurde im März 2000 von dem Gitarristen Jaakko Jarvensivu (geboren am 12. September 1981), dem Bassisten Roope Lehtinen (geboren am 17. Juni 1980) und dem Schlagzeuger Vilho Rajala (geboren am 18. November 1981) gegründet. Jarvensivu spielte gelegentlich für die Band auch Keyboard-Passagen ein. Vor der Gründung waren Rajala und Lehtinen in der Band Wompuco aktiv gewesen. Im August stieß der Sänger Antti Ojanen (geboren am 10. Mai 1981) zu dem Trio, ehe die Besetzung im November durch Roopes Bruder, den Gitarristen Mikko Lehtinen (geboren am 12. Dezember 1982), zum Quintett erweitert wurde. Es folgte im selben Jahr eine erste EP, die im August im Fantom Studio unter der Leitung von Henkka Wirsell aufgenommen worden war, unter dem Namen Bloodstains. Im Jahr 2001 erschien eine zweite EP namens Sinking. 2002 wurde das Debütalbum Happiness Is Fiction aufgenommen und 2003 in Finnland über Firebox Records veröffentlicht. In den USA wurde das Album 2004 über Crash Music vertrieben. Auch diese beiden Aufnahmen waren im Fantom Studio unter der Leitung Hekkas aufgenommen worden. 2004 nahm die Gruppe am ersten Sauna Open Air teil. Im selben Jahr gründete sie ihr eigenes Label My Fate Music, worüber 2005 das Album Kill the Light erschien. 2006 verkündete Ojanen seinen Ausstieg, woraufhin er ein paar Monate später durch Jukka Ruostila ersetzt wurde. 2010 erschien bei dem bandeigenen Label das dritte Album Room for Regret, der Vertrieb in Finnland wurde von Supersounds Music übernommen.

## Stil
Alex Henderson von Allmusic ordnete die Band dem Alternative Metal zu, der Elemente aus dem Death-, Black- und Thrash-Metal sowie Hardcore Punk vereine. Die Musik sei dabei voller Kontraste. Zeitweise sei sie auf eine dunkle gespenstische Weise melodisch, andere Male wild und schnell. Der Gesang bestehe sowohl aus klaren und konventionellen Passagen, als auch aus dämonischem Growling wie es für den Death- und Black-Metal sowie Grindcore typisch sei. Martin Popoff schrieb in seinem Buch The Collector’s Guide of Heavy Metal Volume 4: The ’00s über Happiness Is Fiction, dass hierauf Thrash Metal europäischer Prägung mit progressiven Elementen enthalten ist. Der Klargesang klinge wie dem Gothic- und Doom-Metal entnommen und habe zudem einen depressiven Charakter. Die Growls klängen eher gewöhnlich. Zeitweise könne man den Gesang auch nur irgendwo zwischen Klargesang und Growling einordnen. Die meisten Songs seien eher im mittleren Geschwindigkeitsbereich und groove-orientiert. Popoff fühlte sich aufgrund des experimentellen Charakters und der Spielpräzision an die frühen Fear Factory erinnert. Es komme ihm so vor, als versuche die Band Metalcore zu spielen, jedoch komme dabei ein typisch finnisches Metal-Album dabei heraus. Marcus Schleutermann vom Rock Hard stellte fest, dass die Band viele verschiedene Einflüsse besitzt und versuche, diese auf dem Album auch alle einzubringen. Sie gebe sich dabei technisch versiert und kompositorisch talentiert. Allerdings fehle es an einem fähigen Produzenten, der die Elemente homogen vermische. Die Gruppe bediene sich bei Modern Metal, Melodic Death Metal, Hardcore Punk, Gothic Metal, Crossover und Funk Rock und im Laufe des Albums würden stellenweise klangliche Gemeinsamkeiten zu Tiamat, Machine Head und Life of Agony aufkommen. Der Gesang sei „teils derb gebrüllt, teils schön gesungen, teils pathetisch der Gruft entstiegen“. Durch die hohe Anzahl verschiedener Einflüsse schaffe es die Band jedoch nicht, den Songs eine eigene Note zu verleihen. Laut Reini von stormbringer.at ist an MMVI das auffälligste Merkmal der Gesang, der vom Growling über Screaming bis hin zu Klargesang reiche. Musikalisch ordnete er die Musik dem Death- und Thrash-Metal zu, wobei es die Gruppe trotz des variablen Gesangs vermeiden könne, in Metalcore-Gefilde abzurutschen. Angereichert werde das Liedmaterial durch Einflüsse aus dem Old-School-Hardcore-Punk sowie immer wiederkehrende melancholische Passagen.

## Diskografie
- 2000: Bloodstains (EP, Eigenveröffentlichung)
- 2001: Sinking (EP, Eigenveröffentlichung)
- 2003: Happiness Is Fiction (Album, Firebox Records)
- 2005: Kill the Light (Album, My Fate Music)
- 2007: MMVI (EP, My Fate Music)
- 2010: Room for Regret (EP, My Fate Music/Supersounds Music (Vertrieb))